# Norsia vincta
Norsia vincta är en fjärilsart som beskrevs av Walker 1867. Norsia vincta ingår i släktet Norsia och familjen mätare. Inga underarter finns listade i Catalogue of Life.